# Kalochóri (ort i Grekland, Mellersta Makedonien, Nomós Serrón)
Kalochóri (Kalochori) är en ort i Grekland.   Den ligger i prefekturen Nomós Serrón och regionen Mellersta Makedonien, i den norra delen av landet, 400 km norr om huvudstaden Aten. Kalochóri ligger 256 meter över havet och antalet invånare är 158.
Terrängen runt Kalochóri är kuperad åt sydväst, men åt nordost är den bergig.Runt Kalochóri är det ganska glesbefolkat, med 26 invånare per kvadratkilometer. Närmaste större samhälle är Kastanoússa, 3,3 km väster om Kalochóri. Omgivningarna runt Kalochóri är en mosaik av jordbruksmark och naturlig växtlighet.